# 高鳳技術学院
高鳳技術学院（こうほうぎじゅつがくいん、Kao Fong College）は、台湾屏東県長治郷に位置する私立学院である。

## 歴史
| 年     | 月日 | 事跡                   |
| ------ | ---- | ---------------------- |
| 2004年 | 8月  | 「高鳳技術学院」が開校 |

## 組織
|                                                                                                | |
| - 流通管理学科 - レジャー休閒事業管理学科 - 国際企業学科 - 流行工芸デザイン学科 - 応用英語学科 | - デジタルメディアデザイン学科 - デジタルアニメーションデザイン学科 - デジタルゲームソフト制作学科 - 教養教育センター |